# S.P.D. Power Rangers
De S.P.D. Power Rangers zijn fictieve personages en helden uit het Power Rangers universum. Ze zijn de hoofdfiguren uit de serie Power Rangers: S.P.D..

## B-Squad Rangers
De B-Squad Rangers is de naam van de vijf hoofdrangers uit de serie. Oorspronkelijk was de B-Squad slechts een back-up team, en deed de A-Squad al het zware werk. Maar nadat de A-Squad spoorloos verdween tijdens een missie kreeg de B-Squad hun taak.
De B-Squad werd later uitgebreid met de commandant van de S.P.D., Anubis “Doggie” Cruger als de Shadow Ranger, en Sam, de Omega Ranger.
Aan het eind van de serie werd de rang van A-Squad opgeheven vanwege hun verraad, en werd B-Squad het hoogst in rang.
De ouders van de B-Squad S.P.D Rangers waren betrokken bij de oprichting van de S.P.D., en de creatie van de Delta Morphers. Door een mislukt experiment werd hun DNA veranderd. Hierdoor beschikken alle vijf S.P.D. Rangers over speciale gaven.

### Jack Landors
Jack Landors (Brandon Jay McLaren) is de Rode S.P.D. Ranger. Hij is een voormalige straatdief samen met zijn beste vriend Z. Jack en Z werden gearresteerd door de S.P.D., maar kregen de kans om bij het Rangerteam te gaan werken in plaats van een straf uit te zitten. Jack weigerde eerst, maar ging akkoord toen Z in gevaar was. Hij werd de Rode Ranger.
In het begin nam hij zijn positie als veldleider allesbehalve serieus, tot groot ongenoegen van Sky. Maar later bleek hij toch een sterke leider te zijn. Hij vormde een ongemakkelijke maar sterke werkrelatie met Sky, en nam van hem tactische adviezen aan tijdens gevechten.
Tegen het einde van de serie ontmoette hij Ally, en besefte wat hij echt graag wilde: teruggaan naar de straat om de mensen daar te helpen. Na afloop van de serie nam Jack dan ook ontslag om zijn droom te verwezenlijken. Zijn taak als Rode Ranger ging over op Sky.
Jack’s ouders waren jaren terug betrokken bij een experiment toen de S.P.D. net op Aarde kwam. Als gevolg hiervan beschikt Jack ook buiten zijn Rangervorm om over bovenmenselijke gaven. Hij kan ontastbaar worden en zo door vaste voorwerpen heenlopen.
Jack heeft absoluut geen idee wanneer hij geboren is. Daarom bood Syd aan de datum van haar verjaardag met hem te delen.

### Sky Tate
Sky Tate (Chris Violette) is de Blauwe S.P.D. Ranger/Rode Ranger II/Shadow Ranger II. Hij is een van de drie rekruten die door Commandant Cruger werden getraind tot B-Squad Rangers. Sky doet alles volgens het boekje. Zijn vader, wiens naam niet werd gegeven, was de eerst Rode S.P.D. Ranger (met een uniform gelijk aan dat van de rode Time Force Ranger). Als gevolg daarvan was Sky ervan overtuigd dat hij en hij alleen de positie van Rode Ranger verdiende. Cruger maakte van hem de blauwe Ranger omdat Sky te trots en arrogant was voor de positie van veldleider.
Toen Sky vocht tegen het Mirloc monster, die verantwoordelijk was voor de dood van zijn vader, leende Jack Sky tijdelijk zijn S.P.D. Morpher zodat Sky Mirloc kon verslaan als de Rode Ranger. Hoewel dit voor Sky een eer was, begon hij te beseffen dat de kleur niet uitmaakte om een held te zijn. In de loop van de serie leerde hij steeds meer over teamwork.
Aan het eind van de serie was van Sky’s arrogantie vrijwel niets meer over. Toen Jack zijn ontslag indiende, gaf Cruger de Rode Ranger positie door aan Sky.
Sky beschikt buiten zijn Rangervorm om over de gave om krachtvelden te creëren.
Qua persoonlijkheid is Sky identiek aan het personage Hoji uit Tokusou Sentai Dekaranger, de Japanse tegenhanger van Power Rangers S.P.D.

### Bridge Carson
Bridge Carson (Matt Austin) is de Groene S.P.D. Ranger/Blauwe Ranger II/Rode Ranger III. Hij is eveneens een van de drie rekruten opgeleid door Commandant Cruger. Hij komt soms wat traag over, maar is een computergenie en meestermonteur. Hij kan soms makkelijk worden misleid, maar heeft een hart van goud. Mensen onderschatten hem vaak, echter redt hij vaak de situatie met zijn snelle denken.
Bridge analyseert elke situatie tot in de details en heeft soms gebrek aan zelfvertrouwen. Hij vertrouwt meer op zijn intuïtie dan elke andere Ranger. Hij was dan ook de eerste die opmerkte dat er iets mis was met de A-Squad, hoewel hij niet precies kon ontdekken wat. In de loop van de tijd leren de andere Rangers hem te respecteren.
Toen Jack zijn ontslag indiende en Sky de nieuwe Rode Ranger werd, werd Bridge de nieuw Blauwe Ranger. Wie hem opvolgde als Groene Ranger is niet bekend.
Buiten zijn Rangervorm om heeft Bridge de gave van psychometrie. Hij kan het aura van anderen scannen en zo ontdekken of er iets niet klopt.
In de aflevering Once a Ranger werd Bridge samen met vier andere oude Rangers gerekruteerd door de Sentinal Knight om de juwelen van de Corona Aurora te beschermen, daar de Operation Overdrive Power Rangers hun krachten hadden verloren. Bridge werd hiervoor door de Sentinal Knight naar het jaar 2007 gehaald. In de tijd tussen deze aflevering en het einde van Power Rangers S.P.D. had Bridge wederom promotie gemaakt; hij was nu de Rode Ranger.

### Elizabeth Delgado
Elizabeth "Z" Delgado (Monica May) is de Gele S.P.D. Ranger. Net als Jack is ze een voormalige straatdief. Tone ze nog jonger was, was ze het buitenbeentje van haar klas door haar genetische krachten. Uiteindelijk belandde ze op straat, alwaar ze Jack ontmoette. Ze was het zat om altijd maar te moeten stelen, zelfs al hielpen ze hiermee ook andere verschoppelingen, en wilde onderdeel zijn van iets groters. Toen ze aangeboden kreeg om lid te worden van de S.P.D., ging ze meteen akkoord.
Ondanks hun verschillende persoonlijkheden vormde ze een goede vriendschap met zowel Bridge als Syd. Z maakt zich bijna nergens druk om, maar is een gedetermineerde vechter.
Z heeft de genetische kracht van duplicatie, waardoor ze zichzelf kan opsplitsen in meerdere personen.
Z kent de alien Piggy al lange tijd, en vroeg hem vaak over informatie over de onderwereld, zelfs toen niet duidelijk was aan wiens kant hij nu werkelijk stond.

### Sydney Drew
Sydney "Syd" Drew (Alycia Purrott) is de Roze S.P.D. Ranger. Ze komt uit een rijke familie, en was een van de drie rekruten getraind door Cruger om de B-Squad Rangers te vormen.
Er is niet veel bekend over haar leven voor aanvang van de serie. Uit dialogen in de serie is af te leiden dat ze veel talenten heeft, waaronder popster en model. Ze komt soms was egoïstisch over, maar later in de serie wordt ze opener tegenover anderen. Ze is dan ook vaak de eerste die iemand die vals wordt beschuldigd beschermt.
Ze heeft de genetische kracht om haar handen te veranderen in elk materiaal dat ze aanraakt.

## Doggie Cruger
Commander Anubis "Doggie" Cruger (John Tui) is de commandant van de Aardse tak van de S.P.D. branch. Hij is tevens de S.P.D. Shadow Ranger. Qua uiterlijk lijkt hij op een kruising tussen een antropomorfe hond en een reptiel. Daarmee is hij de eerste niet mens of niet-menselijke alien die een Ranger wordt.
Cruger was lid van het eerste S.P.D. team op de planeet Sirius. Hij leidde de S.P.D. troepen in gevecht met de Troobians en hun leider, Gruumm. Cruger hakte in dit gevecht een van Gruumms horens af. Hij werd echter van achter uitgeschakeld door Generaal Benagg, die ook Crugers vrouw Isinia ontvoerde. De S.P.D. verloor het gevecht en op Cruger na leken alle Sirianen om te komen. Denkend dat zijn vrouw ook dood was zwoer Cruger nooit meer te vechten.
Cruger vertrok naar de Aarde en hielp bij de oprichting van de S.P.D. tak daar. Hij trainde persoonlijk de A-Squad Rangers, en drie rekruten van de B-Squad. Toen zijn assistent, Kat Manx, in gevaar was, moest Cruger terugkomen op zijn oude beslissing en toch weer ten strijde trekken.
Cruger is een betrouwbare leider en kan over het algemeen iemands persoonlijkheid goed inschatten. Daarom bood hij Jack en Z de kans aan om S.P.D. Rangers te worden.
In de finale van de serie werd Cruger gevangen en naar Gruumm gebracht. Aan boord van diens schip ontdekte hij zijn vrouw, die nog in leven was en al die tijd Gruumms gevangene was. Terwijl de andere S.P.D. rangers op aarde vochten, vocht Cruger in Gruumms schip tegen de Trobians. In het laatste gevecht versloeg hij Gruumm en arresteerde hem, maar niet voor hij ook diens tweede hoorn af had gehakt.

## Sam
Sam (Kind: Aaron James Murphy, stem volwassene: Brett Stewart) is de Omega Ranger.
In het jaar 2025 was Sam nog een kind, die op straat leefde en door iedereen werd gemeden vanwege zijn genetische kracht; hij kan voorwerpen teleporteren. Mora speelde hierop in om Sam te betrekken bij haar plannen. Z herkende in Sam zichzelf, daar ze als kind ook werd gemeden, en hielp hem. Uiteindelijk werd Sam toegelaten op de S.P.D. academie.
In 2040 werd Sam uiteindelijk gekozen om de Omega Ranger te worden. Hij kreeg ook een speciale missie: terugreizen naar 2025 en voorkomen dat de S.P.D. die dag zou worden verslagen. De tijdreis had echter een negatief effect op zijn lichaam: hij veranderde in een lichtbal. Hierdoor had hij alleen in zijn Rangervorm een menselijke gedaante.
Omega Ranger voegde zich bij de B-Squad Rangers en vocht met hen mee. In de finale van de serie dook zijn commandant, Nova Ranger, op om hem op te halen. Na het laatste gevecht keerden beide terug naar 2040.

## A-Squad Rangers
De A-Squad S.P.D. Rangers waren de primaire Rangers van de S.P.D. Zij deden al het belangrijke werk terwijl de B-Squad de troep mocht opruimen achter hen aan. Ze waren door Commandant Cruger persoonlijk getraind.
Al aan het begin van de serie werden ze de ruimte ingestuurd toen de S.P.D. bericht ontving dat Gruumm een aanval had geopend op de helixnevel. Kort daarom werp al het contact met de Rangers verbroken, en werd aangenomen dat ze waren omgekomen in het gevecht.
In werkelijkheid hadden ze zich aangesloten bij Gruumm daar ze bij het “winnende” team wilden horen. Ze zonden een SOS signaal uit zodat de B-Squad hen zou “vinden” en naar de Aarde zou brengen. Op Aarde onthulden ze hun ware aard en ontvoerden Commandant Cruger. Hierna vochten de A-Squad en B-Squad tegen elkaar. Hoewel de A-Squad in eerste instantie de overhand leek te hebben, konden de B-Squad Rangers hen verslaan met hun S.W.A.T. wapens. De A-Squad lanceerde vervolgens hun eigen megazord, die uiteindelijk werd verslagen door de S.W.A.T. Megazord. Daarna werden de A-Squad Rangers schuldig bevonden aan verraad, en gearresteerd.
De A-Squad Rangers zijn de eerste Rangers die daadwerkelijk corrupt zijn en geheel vrijwillig de kant van de schurken kozen. Het team bestond uit:
- Charlie, Rode Ranger: de eerste vrouwelijke Rode Ranger, en tevens de enige A-Squad Ranger wiens naam werd gegeven. Ze is zeer arrogant tegenover de B-Squad. Ze werd gespeeld door Gina Varela.
- Blauwe Ranger: een alien van een onbekend ras. Net als Cruger is hij een niet-menselijke alien die een Ranger wordt. Zijn stem werd gedaan door Nick Kemplen
- Groene Ranger: een man van mogelijk Afrikaanse afkomst. Zijn stem werd gedaan door Nick Kemplen
- Gele Ranger: een blonde blanke man. Stem gedaan door Greg Cooper II.
- Roze Ranger: een Aziatische vrouw. Stem gedaan door Claire Dougan.

## Dr. Kat Manx
Dr. Katherine "Kat" Manx (Michelle Langstone) is de technisch adviseur van de Aardse S.P.D. tak. Ze heeft de meeste wapens en zords van de Rangers ontworpen, en is Commandant Crugers rechterhand. Ze sloot zich aan bij de S.P.D. omdat haar thuisplaneet was aangevallen door de Troobians. Kat is een alien van een onbekend ras. Ze lijkt op een mens, maar vertoond ook enkele katachtige trekjes zoals puntoren en scherpe tanden. Hoewel ze er nog jong uitziet is ze al 147 jaar oud.
In de aflevering “Katastrophe” kreeg ze een speciale Morpher waarmee ze tijdelijk kon veranderen in de Kat Ranger. Hiermee werd ze de eerste vrouwelijke speciale ranger. Haar kostuum was oranje-wit en had een torsoschild. Ze kon maar een uur lang een Ranger blijven. Maar ook buiten haar Rangervorm om kan ze goed vechten.

## Nova Ranger
De S.P.D. Nova Ranger (stem van Antonia Prebble) is Sam's commandant uit het jaar 2040. Haar echte naam is niet bekend, en net als Sam verschijnt ze enkel in Rangervorm. Ze kwam in de finale vanuit 2040 naar het heden om de S.P.D. te helpen in hun laatste gevecht met Gruumm en Omni, en om Sam op te halen. Na afloop keerden beide terug naar de toekomst.